# Stazione di Barbiano
Stazione di Barbiano vasútállomás Olaszországban, Cotignola településen.

## Vasútvonalak
Az állomást az alábbi vasútvonalak érintik:
- Castelbolognese–Ravenna-vasútvonal

## Kapcsolódó állomások
A vasútállomáshoz az alábbi állomások vannak a legközelebb:
- Stazione di Solarolo
- Stazione di Lugo